# Tagulinus histrio
Tagulinus histrio Simon, 1903 è un ragno appartenente alla famiglia Thomisidae.
È l'unica specie nota del genere Tagulinus.

## Distribuzione
L'unica specie oggi nota di questo genere è stata rinvenuta in Vietnam: nella località di Phúc Sơn, appartenente al Distretto di Tan Yen, nel Vietnam settentrionale.

## Tassonomia
Dal 1903 non sono stati esaminati altri esemplari, né sono state descritte sottospecie al 2015.